# Reziproke Immanenz
Reziproke Immanenz (lateinisch reciprocus immanere „gegenseitiges In-Sein“) beschreibt nach Aussagen vor allem der johanneischen Theologie das innertrinitarische Verhältnis von Gott Vater und Gott Sohn, sowie die Beziehung des Menschen zu Gott durch Jesus Christus (vgl. Joh 14,10  und Joh 14,20 ).
Jesus Christus lebe und existiere nach Johannes ausschließlich in und aus Gott. Dieses Vater-Sohn-Verhältnis überträgt der Evangelist wiederum auf die Beziehung zwischen dem auferstandenen Jesus und seinen Jüngern.

„Die Offenbarung hat sich darin erfüllt, dass sie uns dieses Gottesgeheimnis erschloss; Erlösung bedeutet, dass der Mensch in dieses Geheimnis hineingenommen wurde. Der ewige Sohn, der Logos, ist «in die Welt gekommen», ist «Fleisch geworden» und hat unser Dasein geteilt; ebendadurch hat Er uns aber auch in das Seinige hineingeholt. Er hat uns das Geheimnis der Wiedergeburt verkündet: dass der Mensch, der schon sein erstes Leben hat, in die Tiefe des göttlichen Schoßes aufgenommen und zu einem neuen Dasein geboren werden soll. Er soll an der Stellung teilhaben die Christus in Gott hat; Christi Bruder und Schwester werden. So soll er mit Ihm zum Vater gehen, als dessen Sohn, als dessen Tochter, nicht durch Wesen, sondern durch Gnade. Und das soll geschehen in der Kraft des Heiligen Geistes, der sein Freund und «Beistand» sein will (Joh 3,3-10 ).“

Johannes nennt außerdem Gott Vater nie als direkten Empfänger der Liebe der Glaubenden. Die Liebe zu Gott ist demnach nur durch die Liebe zu Jesus möglich, die im Evangelium nach Johannes das entscheidende Kennzeichen der Jüngerschaft ist. Aber auch in den Evangelien von Matthäus und Lukas finden sich Beschreibungen reziproker Immanenz (vgl. Mt 10,40  und Lk 10,16 ).